# Cloreto de molibdênio(III)
Cloreto de molibdênio(III) é um composto inorgânico de fórmula química MoCl3. É sintetizado pela redução do pentacloreto de molibdênio com gás hidrogênio.